# Université pontificale catholique du Pérou
L’université pontificale catholique du Pérou (en espagnol : Pontificia Universidad Católica del Perú ou PUCP) est une université fondée à Lima, Pérou, le 18 mars 1917 par le Révérend Père Jorge Dintilhac de la Congrégation des Sacrés-Cœurs. L’idée principale était de créer une institution d’éducation supérieure privée. 
C’est une université administrée principalement par ses enseignants, qui élisent directement les dirigeants, en partie avec la participation des étudiants. Malgré son nom, elle n’a pas de lien direct avec l’Église catholique, même si son Grand Chancelier, titre purement honorifique, est l’archevêque de Lima.

## Historique
Elle a reçu le titre d'université pontificale catholique en 1942 du Pape Pie XII.
Ses premières facultés créées sont celles de lettres et de droit.
Par la suite, des nouvelles facultés ont été créées :
- 1933, ingénierie, sciences politiques et économie
- 1947, éducation

Pendant cette période, également, divers instituts et écoles, comme l’Institut de journalisme et l’École de pédagogie, ont été créés.
- 1959, faculté d’agronomie, qui sera supprimée plus tard,
- 1964, faculté de sciences sociales, qui accueille actuellement les spécialités d’économie, sociologie, anthropologie, science politique, finance et relations internationales.

En 1972, l’université a mis en œuvre les programmes d'Études générales, divisés en deux grandes filières : 
- les sciences (pour ceux qui se destinaient aux carrières scientifiques et d'Ingénierie) ;
- les lettres (pour les sciences humaines, sciences sociales, gestion, comptabilité et droit) ;

Dans la même optique, en 1977, le programme académique de travail social a été créé (il est aujourd’hui en sommeil).
- Années 1980, faculté des beaux-arts, consacrée aux arts plastiques et au dessin ;
- 3 février 1986, INIPUC, institut pour l’enseignement de l’anglais et de l’espagnol ;
- 1998, faculté de sciences et arts de la communication ;
- 2002, faculté d’architecture ;
- 2005, spécialité de science politique et gouvernement ;
- 2005, faculté de gestion et grand direction.

## Description
À la fin du XXe siècle, l'université pontificale catholique du Pérou a plus de 17 000 étudiants dans 43 spécialités différentes et 10 facultés. Elle propose également des cours à distance et des formations courtes. 
C'est l'une des plus importantes institutions éducatives du Pérou, considérée comme la meilleure université privée par les péruviens. Les anciens élèves sont fiers d'arborer l'autocollant PUCP sur leur véhicule personnel. 
Le campus est situé dans le districct de San Miguel et a une superficie de 413 902 m². 
La PUCP a été la première institution académique péruvienne à proposer un service de courrier électronique en 1992. Elle est aussi le premier campus péruvien connecté à l’Internet en février 1994, depuis l'arrivée de l’Internet au Pérou. Également, elle a été le premier campus péruvien équipé d’un réseau interne haut débit. Le campus dispose également d’un réseau sans fil à haut débit appelé wifipucp accessible à tous.
À l'extérieur du campus, des centres d’apprentissage des langues ont été développés. On trouve un centre culturel (CCPUCP) à l'arrondissement de San Isidro et le CENTRUM proposant des programmes MBA situé dans l'arrondissement de Santiago de Surco.

### Facultés
- Faculté d'administration privée et comptabilité
- Faculté d'architecture et urbanisme
- Faculté d'art
- Faculté des sciences et ingénierie
- Faculté des sciences sociales
- Faculté des sciences et arts de la communication
- Faculté de droit
- Faculté d'éducation
- Faculté de gestion et grand direction
- Faculté des lettres et sciences humaines

## Personnalités liées à l'université

### Professeurs
- Liliana La Rosa